# Wijkerhoek
Wijkerhoek, ook wel Wiekerhoek is een gemeentelijk monument aan de Wieksloterweg Westzijde 1 in de gemeente Soest in de provincie Utrecht.
De boerderij werd gebouwd in opdracht van Andries de Wilde op het erf van een oudere boerderij. Hij gaf het de naam Gerritshoeve, naar zijn zoon Gerrit die ook de eerste steen legde toen hij vier jaar oud was. Op de steen staat vermeld Gerrit Julius de Wilde, oud vier jaren. In die tijd was het adres van de boerderij Utrechtseweg nummer 10.
De naam van de boerderij werd gewijzigd toen Herman Insinger de nieuwe eigenaar van het landgoed Pijnenburg werd. De hoeve staat aan de rand van landgoed Pijnenburg aan de Praamgracht, op de hoek met de Wieksloot ('wijksloot') langs de Wieksloterweg. Deze sloot werd gebruikt voor het vervoer van het Soester Veen richting de Eem. Aan de voorzijde van Wijkerhoek staat de villa Aschenburg.
In de symmetrisch voorgevel zitten in het midden twee twintigruits vensters. De vensters aan weerszijden hiervan bevatten vijftien ruitjes. De luiken zijn geschilderd in de kleuren wit-rood-groen van het landgoed Pijnenburg. In de achtergevel bevindt zich een grote schuurdeur. Het geveldeel van de voorgevel verspringt met dat van de achtergevel. Onder in de oude kelder onder de opkamer liggen rode plavuizen. Het drinkwater voor het vee komt uit een geslagen bron van 45 meter diepte.